# Hydractinia carnea
Hydractinia carnea is een hydroïdpoliep uit de familie Hydractiniidae. De poliep komt uit het geslacht Hydractinia. Hydractinia carnea werd in 1846 voor het eerst wetenschappelijk beschreven door M. Sars. 